# Индекс доллара

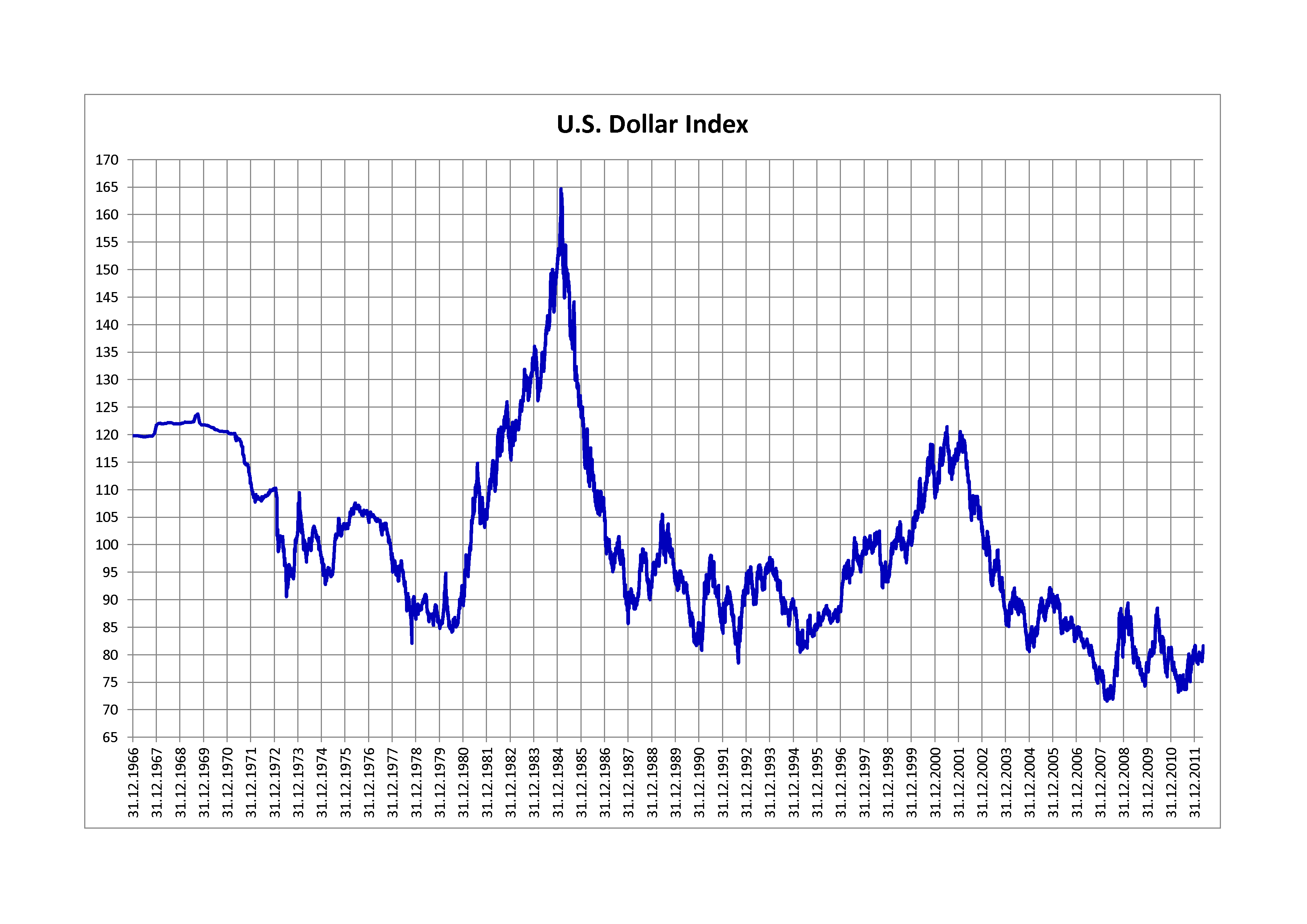
История индекса доллара с 1966 года

USDX — индекс, показывающий отношение доллара США к корзине из шести других основных валют: евро (EUR), иена (JPY), фунт стерлингов (GBP), канадский доллар (CAD), шведская крона (SEK) и швейцарский франк (CHF).
Индекс рассчитывается как взятое с поправочным коэффициентом среднее геометрическое взвешенное курсов доллара к этим валютам по формуле:
{\displaystyle USDX=50,14348112*USDEUR^{0,576}*USDJPY^{0,136}*USDGBP^{0,119}*USDCAD^{0,091}*USDSEK^{0,042}*USDCHF^{0,036}},
где степенные коэффициенты соответствуют весам валют в корзине:
- Евро — 57,6 %;
- Иена — 13,6 %;
- Фунт стерлингов — 11,9 %;
- Канадский доллар — 9,1 %;
- Шведская крона — 4,2 %;
- Швейцарский франк — 3,6 %.

Первый коэффициент в формуле приводит значение индекса к 100 на дату начала отсчёта – март 1973 года, когда основные валюты начали свободно котироваться друг относительно друга.
Торги по индексу доллара (как по товарному контракту) идут круглосуточно на бирже IntercontinentalExchange.